# 塞尔卡卡瓦雅勒
塞尔卡卡瓦雅勒（法語：Cerca-Carvajal，發音：[sɛʁka kaʁvaʒal]）是海地中央省安什区的市镇，总面积156.59平方千米，2015年人口23254。